# Apoteosi di san Gaetano Thiene
Apoteosi di San Gaetano Thiene è un dipinto a olio su tela del 1757 di Giambattista Tiepolo. È contemporaneo agli affreschi di villa Valmarana. Commissionato dalla famiglia Thiene, è collocato sull'altare di destra rispetto all'altar maggiore nella chiesa  Santa Maria Maddalena di Rampazzo.

## Descrizione
San Gaetano sta raggiungendo l'Altissimo sollevato dalle nuvole; come sottolinea Remo Schiavo, l'artista privilegia i colori tenui, leggeri, rosati, come negli affreschi di villa Valmarana, richiamata dalle seriche stoffe e dai morbidi putti.
La chiesetta presente nel dipinto rappresenta la chiesa di Rampazzo, voluta dal santo.